# 安德羅尼卡島
55°19′28″N 160°03′54″W / 55.32444°N 160.06500°W
安德羅尼卡島是美國的島嶼，屬於舒馬金群島的一部分，位於阿拉斯加半島以南，由東阿留申自治市鎮負責管轄，面積14平方公里，島上無人居住。